# Tuất
Tuất (戌) là một trong số 12 chi của Địa chi, thông thường được coi là địa chi thứ 11. Đứng trước nó là Dậu, đứng sau nó là Hợi.
Tháng Tuất trong nông lịch là tháng chín âm lịch. Về thời gian thì giờ Tuất tương ứng với khoảng thời gian từ 19:00 tới 21:00 trong 24 giờ mỗi ngày. Về phương hướng thì Tuất chỉ hướng tây tây bắc. Theo Ngũ hành thì Tuất tương ứng với Thổ, theo thuyết Âm-Dương thì Tuất là Dương.
Tuất mang ý nghĩa là tiêu diệt, chỉ trạng thái cây cỏ khô héo trong khoảng thời gian này tại các vĩ độ ôn đới thấp và nhiệt đới (khoảng cuối mùa thu theo quan điểm của người Á Đông).
Để tiện ghi nhớ hoặc là do sự giao thoa văn hóa nên mỗi địa chi được ghép với một trong 12 con giáp. Tuất tương ứng với chó.
Trong lịch Gregory, năm Tuất là năm mà chia cho 12 dư 2

## Các can chi Tuất
- Giáp Tuất
- Bính Tuất
- Mậu Tuất
- Canh Tuất
- Nhâm Tuất